# Brasilentulus
Brasilentulus es un género de Protura en la familia Acerentomidae.

## Especies
- Brasilentulus africanus Tuxen, 1979
- Brasilentulus huetheri Nosek, 1973